# Смітвілл (Техас)
Смітвілл (англ. Smithville) — місто (англ. city) в США, в окрузі Бастроп штату Техас. Населення — 3922 особи (2020).

## Географія
Смітвілл розташований за координатами 30°0′26″ пн. ш. 97°9′1″ зх. д. / 30.00722° пн. ш. 97.15028° зх. д. (30.007159, -97.150410).  За даними Бюро перепису населення США в 2010 році місто мало площу 9,57 км², з яких 9,52 км² — суходіл та 0,05 км² — водойми.

### Клімат
| Клімат : Смітвілл       | Клімат : Смітвілл | Клімат : Смітвілл | Клімат : Смітвілл | Клімат : Смітвілл | Клімат : Смітвілл | Клімат : Смітвілл | Клімат : Смітвілл | Клімат : Смітвілл | Клімат : Смітвілл | Клімат : Смітвілл | Клімат : Смітвілл | Клімат : Смітвілл | Клімат : Смітвілл |
| Показник                | Січ.              | Лют.              | Бер.              | Квіт.             | Трав.             | Черв.             | Лип.              | Серп.             | Вер.              | Жовт.             | Лист.             | Груд.             | Рік               |
| Абсолютний максимум, °C | 31,1              | 32,8              | 36,7              | 37,2              | 37,2              | 37,8              | 38,9              | 40,0              | 42,2              | 37,8              | 32,8              | 32,2              | 41,7              |
| Середній максимум, °C   | 15,6              | 18,3              | 23,3              | 24,4              | 27,8              | 30,6              | 33,3              | 33,9              | 32,8              | 28,9              | 24,4              | 16,1              | 35,0              |
| Середній мінімум, °C    | 4,4               | 7,8               | 13,9              | 18,3              | 21,1              | 22,2              | 25,0              | 26,1              | 22,2              | 17,8              | 13,3              | 0,0               | 15,0              |
| Абсолютний мінімум, °C  | −15,6             | −11,1             | −10               | −1,1              | 6,1               | 10,0              | 15,0              | 12,2              | 8,3               | −5,6              | −12,2             | −16,1             | −16,1             |
| Норма опадів, мм        | 43                | 67                | 140               | 157               | 137               | 189               | 21                | 17                | 46                | 82                | 79                | 244               | 1463              |
| ----------------------- | ----------------- | ----------------- | ----------------- | ----------------- | ----------------- | ----------------- | ----------------- | ----------------- | ----------------- | ----------------- | ----------------- | ----------------- | ----------------- |
| Джерело: weather.com    |                   |                   |                   |                   |                   |                   |                   |                   |                   |                   |                   |                   |                   |

## Демографія
Згідно з переписом 2010 року, у місті мешкало 3817 осіб у 1481 домогосподарстві у складі 991 родини. Густота населення становила 399 осіб/км².  Було 1708 помешкань (179/км²).
Расовий склад населення:
| - 79,2 % — білих - 12,6 % — чорних або афроамериканців - 1,0 % — корінних американців - 0,5 % — азіатів - 0,2 % — вихідців з тихоокеанських островів - 4,3 % — осіб інших рас |

До двох чи більше рас належало 2,3 %. Частка іспаномовних становила 19,0 % від усіх жителів.
За віковим діапазоном населення розподілялося таким чином: 25,8 % — особи молодші 18 років, 55,3 % — особи у віці 18—64 років, 18,9 % — особи у віці 65 років та старші. Медіана віку мешканця становила 41,0 року. На 100 осіб жіночої статі у місті припадало 90,9 чоловіків;  на 100 жінок у віці від 18 років та старших — 86,1 чоловіків також старших 18 років.
Середній дохід на одне домашнє господарство  становив 55 746 доларів США (медіана — 39 330), а середній дохід на одну сім'ю — 73 763 долари (медіана — 61 638). Медіана доходів становила 46 538 доларів для чоловіків та 29 667 доларів для жінок. За межею бідності перебувало 12,7 % осіб, у тому числі 16,5 % дітей у віці до 18 років та 11,7 % осіб у віці 65 років та старших.
Цивільне працевлаштоване населення становило 1591 особа. Основні галузі зайнятості: освіта, охорона здоров'я та соціальна допомога — 23,1 %, роздрібна торгівля — 18,7 %, транспорт — 10,4 %, мистецтво, розваги та відпочинок — 9,8 %.